# Axolotl
Axolotl (Ambystoma mexicanum) är en nattaktiv vattenlevande salamander ur familjen mullvadssalamandrar (Ambystomatidae). Den förekommer enbart i Mexiko, där den är akut hotad. 

## Utbredning och systematik
Salamanderfamiljen Ambystomatidae är begränsad till Nord- och Mellanamerika, och axolotl är endemisk för våtmarker och mindre vattendrag i närheten av Mexico Citys södra utkanter. Den hade tidigare observerats i sjöarna Xochimilco och Chalco, men är numera försvunnen därifrån.
Den precisa systematiken för axolotlen anses fortfarande innehålla oklarheter. Eftersom axolotlen är nära besläktad med tigersalamandern kan de para sig och få avkommor som då ser ut som tigersalamandrar.

## Utseende, anatomi och utveckling
Axolotlen blir mellan 15 och 45 cm lång och väger 55 till 225 g, men det är sällan numera som den blir mer än 22 cm i längd. Huden hos de vuxna djuren är mörk med gröna fläckar. Ljusa till skära former förekommer, speciellt bland individer som används som sällskapsdjur. Kroppen är bred och platt med ett stort huvud.
Arten är neoten, det vill säga larven förvandlas i regel inte som de flesta andra vattenlevande amfibierna, bortsett från att benen växer ut. Den behåller de juvenila dragen i hela livet, som fenförsedd stjärt och fjäderlika gälar. De fortplantar sig också som oförvandlade, och är fortsatt akvatiska i vuxen ålder,och  de lämnar inte vattnet.
Arten har dock fungerande lungor, men den andas främst genom gälar och hud. Den har emellertid liten förmåga att välja sättet på vilken den skall andas, utan det styrs av yttre förhållanden, inte minst vattentemperaturen. I vatten med låg syrehalt övergår arten till lungandning, och snappar luft i vattenytan.
Som alla amfibier kan arten återbilda förlorade kroppsdelar, men den förmågan är ovanligt stor hos axolotlen. Inte bara lemmar kan regenereras, utan även inre organ som lungor samt delar av hjärta och hjärna.
Med andra ord uppträder en adult axolotl vanligtvis i neoten form och genomgår vanligen inte en full förvandling (metamorfos).  Mer precist genomgår de i fångenskap hållna djuren (laboratoriedjur eller akvariedjur) mycket sällan spontant förvandling, medan rapporter från de vilda bestånden tydde på att detta är litet vanligare bland dessa. En möjlig förklaring är att hållandet i akvarier oavsiktligt selekterat bort tendensen till förvandling till landdjur. Det är dock möjligt att med hormonbehandling framkalla fullständig förvandling även bland laboratoriedjuren; och de landdjur som man har fått fram på detta vis ser ut på och förökar sig på samma sätt som axolotlernas närmaste släktingar.

## Ekologi
Habitatet utgörs av det ålderdomliga system av kanaler och sjöar som finns i anslutning till Mexico City. Arten kräver djupa vattensamlingar med vegetation i vilken den kan lägga sina ägg.
Axolotlen är ett nattaktivt rovdjur, som livnär sig på maskar, kräftdjur, mollusker, insektslarver och småfisk. Kannibalism förekommer.
Arten blir könsmogen vid 6 månaders ålder. Parningstiden infaller mellan mars och juni. Efter att hanen och honan har utfört dansliknande rörelser i vattnet, avsätter hanen en spermatofor på bottnen, som honan plockar upp med sin kloak. Hon lägger därefter mellan 300 och 1 000 befruktade ägg, som kläcks efter två veckor.

## Axolotl och människan

### Namn
Namnet Axolotl [aː.ˈʃóː.loːtɬ] härstammar från det aztekiska språket nahuatl, āxōlōtl, vilket är sammansatt av atl ('vatten') och xolotl ('gud'). 

### Inom forskning
År 1804 tog Alexander von Humboldt med två exemplar av axolotl till Europa. På grund av deras anspråkslöshet hölls de ofta i akvarium. Storleken på larven och förekomsten av vissa mutationer gjorde att axolotl under en tid var ett populärt studieobjekt inom genetiken, och den användes exempelvis av Julian Sorell Huxley i hans forskning. 

### Status och hot
Axolotl kan födas upp framgångsrikt i fångenskap, men är väldigt akut hotad världen över i naturen. Man beräknade år 2009 att sammanlagt 700–1200 individer levde i det vilda, och då uteslutande i stadsdelen Xochimilco i Mexico City. Arten klassas som akut hotad (CR) på Internationella naturvårdsunionens (IUCN) röda lista. Främsta orsakerna är vattenföroreningar och torrläggning, bland annat till följd av byggnation. år 2023 fanns det bara några hundra kvar i det vilda.[källa behövs]

### I kulturen
År 1964 publicerades författaren Julio Cortazars novell Axolotl. Den knappt 2 000 ord korta novellen handlar om en man som varje dag går till stadens akvarium och hänförs av dessa besynnerliga djur - en fascination som övergår till besatthet. Novellen brukar kategoriseras som del av den magiska realismen.
År 2020 publicerades bilderboken Mitt bottenliv – av en ensam axolotl av Linda Bondestam. Den nominerades samma år till Augustpriset.
2021 lanserades en ny 50 pesos-sedel i Mexiko, med en axolotl på ena sidan. Sedeln valdes året efter till Årets sedel av International Bank Note Society.

## Bildgalleri

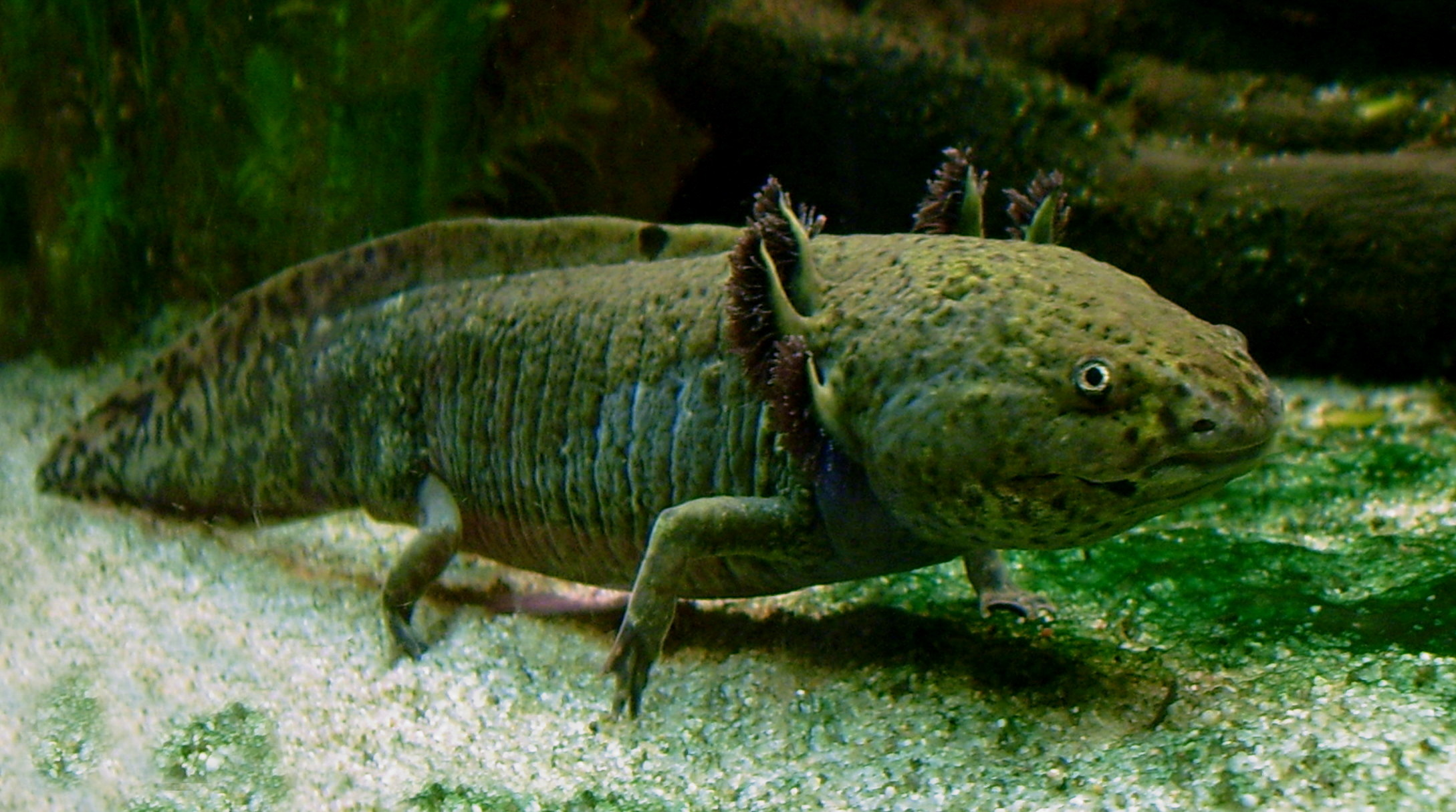
Brun naturform av axolotl – den förekommer även som svart.
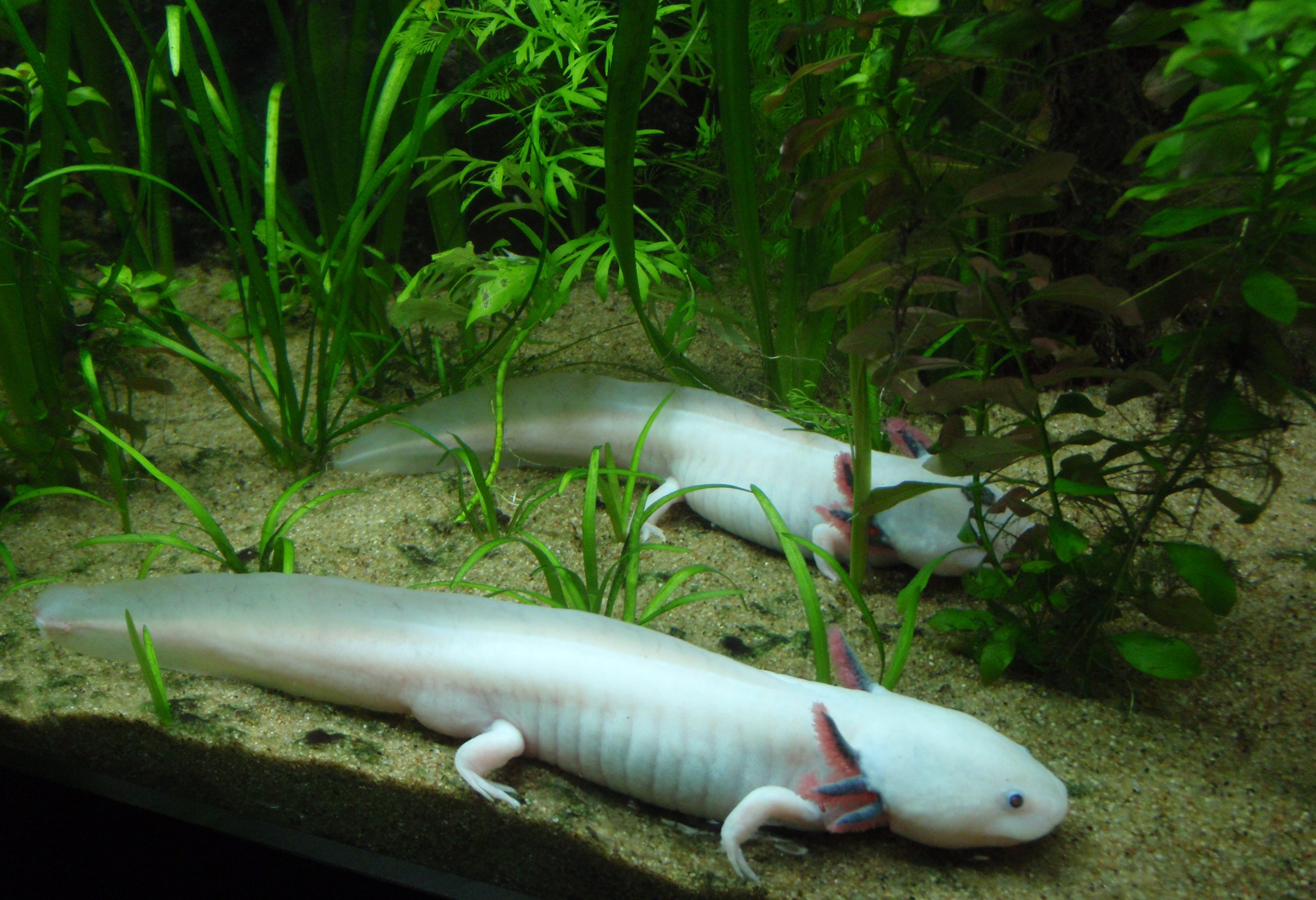
Leucistisk mutation av axolotl – den förekommer även som albino.